# 堀川剛史
堀川 剛史（ほりかわ たけし、10月28日 - ）は愛知県出身の日本の俳優
所属劇団は男優のみで構成される 劇団 Studio Life 
2007年入団（ジュニア9）

## 舞台
- 「WHITE」（2007年）向井＝ウィンディ 役
- 「アドルフに告ぐ」（2008年）　イスラエル兵士など 役
- 「TAMAGOYAKI」（2008年）　蟻巣2 / 店の客 役
- 「PANSY MAZE」（2009年）　社員２ ／ 壁２ポーカーフェイスマン 役
- 「フルーツバスケット」（2009年）　草摩潑春 役
- 「トーマの心臓」「訪問者」連鎖公演 （2010年）　クローネ 役
- 「じゃじゃ馬ならし」（2010年）　仕立て屋 役
- 「DRACULA」（2010年）　ツガニー人 役
- 「11人いる!（2011年）」 アマゾン・カーナイス 役
- 「リアル・シンデレラ・ストーリー」（2011年）　中村（ジョン） 役
- 「夏の夜の夢」「十二夜」連鎖公演（2011年）　スターヴリング 役
- 「PHANTOM THE UNTOLD STORY～語られざりし物語～」（2011年）　ジャベール役
- 「OZ 〜オズ〜」（2012年年）　ネイト少尉 役
- 「PHAMTOM 語られざりし物語〜The Kiss of Christine〜」（2012年）　ジャベール 役
- 「11人いる!（2013年）」　マヤ王バセスカ / イケメン / 宇宙船乗務員 / 助手 役
- 「続・11人いる！」（2013年）　マヤ王バセスカ / ローン 役
- 「BEAT POPS」（2013年）　てつお 役
- 「LILIES」（2013年）　リディアンヌ 役
- 「Suka-suka aja de！」（2016年）　バックパックの男 役

- 外部公演「逆境ナイン」（2012年） - 後藤健 役
- 外部公演「abc★赤坂ボーイズキャバレー 3回表! 〜自分に喝を入れて勝つ!〜」（2012年）　渡猛 役
- 外部公演「コードギアス 反逆のルルーシュ〜魔人に捧げるプレリュード〜」（2012年）　ジェレミア・ゴッドバルト 役
- 外部公演「鍵」（2013年）

## 映画
- 「クローズ ZERO II」